# Xian de Pingyuan (Shandong)
Pour les articles homonymes, voir Pingyuan.
Le xian de Pingyuan (平原县 ; pinyin : Píngyuán Xiàn) est un district administratif de la province du Shandong en Chine. Il est placé sous la juridiction de la ville-préfecture de Dezhou. Il s'étend sur 1 050 km2 dans des plaines fertiles.

## Histoire
Vers la fin de la dynastie Han, Liu Bei commença sa carrière politique en devenant Préfet du xian. Au cours des siècles, les habitants de Pingyuan ont toujours su manifester leur fort patriotisme. La ville fut d'ailleurs le berceau du mouvement anti-occidental Yihetuan.

## Démographie
La population du district était de 437 584 habitants en 1999.